# Брайтон (Колорадо)
Брайтон (англ. Brighton) — місто (англ. city) в США, в округах Адамс і Велд штату Колорадо. Адміністративний центр округу Адамс. Має статус самокерованої території (англ. Home rule municipality). Населення — 40 083 особи (2020).
Свою назву місто отримало на честь району Нью-Йорка Брайтон-Біч.

## Історія
Місто було засноване 1870 року як залізнична станція та спочатку називалося Гьюз.
1887 року воно отримало статус міста і назву міста було змінено на ту, яку воно має в цей момент.

## Географія
Брайтон розташований за координатами 39°58′7″ пн. ш. 104°47′42″ зх. д. / 39.96861° пн. ш. 104.79500° зх. д. (39.968504, -104.795108).  За даними Бюро перепису населення США в 2010 році місто мало площу 52,50 км², з яких 51,76 км² — суходіл та 0,75 км² — водойми. В 2017 році площа становила 55,96 км², з яких 55,13 км² — суходіл та 0,83 км² — водойми.

### Клімат
| Клімат : Брайтон      | Клімат : Брайтон | Клімат : Брайтон | Клімат : Брайтон | Клімат : Брайтон | Клімат : Брайтон | Клімат : Брайтон | Клімат : Брайтон | Клімат : Брайтон | Клімат : Брайтон | Клімат : Брайтон | Клімат : Брайтон | Клімат : Брайтон | Клімат : Брайтон |
| Показник              | Січ.             | Лют.             | Бер.             | Квіт.            | Трав.            | Черв.            | Лип.             | Серп.            | Вер.             | Жовт.            | Лист.            | Груд.            | Рік              |
| Середній максимум, °C | 6,8              | 8,3              | 13,1             | 17,6             | 22,7             | 28,4             | 32,0             | 30,6             | 26,0             | 19,2             | 11,5             | 6,3              | 18,6             |
| Середній мінімум, °C  | −9,1             | −7,5             | −3,2             | 0,9              | 6,1              | 11,0             | 14,0             | 13,2             | 7,9              | 1,4              | −4,4             | −9,3             | 1,8              |
| Норма опадів, мм      | 11               | 9                | 30               | 43               | 57               | 43               | 38               | 44               | 27               | 24               | 20               | 12               | 360              |
| --------------------- | ---------------- | ---------------- | ---------------- | ---------------- | ---------------- | ---------------- | ---------------- | ---------------- | ---------------- | ---------------- | ---------------- | ---------------- | ---------------- |
| Джерело: NOAA         |                  |                  |                  |                  |                  |                  |                  |                  |                  |                  |                  |                  |                  |

## Демографія

### Перепис 2010
Згідно з переписом 2010 року, у місті мешкали 33 352 особи в 10 788 домогосподарствах у складі 8042 родин. Густота населення становила 635 осіб/км².  Було 11387 помешкань (217/км²).
Расовий склад населення:
| - 77,4 % — білих - 1,5 % — чорних або афроамериканців - 1,4 % — корінних американців - 1,3 % — азіатів - 0,1 % — вихідців з тихоокеанських островів - 14,6 % — осіб інших рас |

До двох чи більше рас належало 3,7 %. Частка іспаномовних становила 40,5 % від усіх жителів.
За віковим діапазоном населення розподілялося таким чином: 29,9 % — особи молодші 18 років, 61,4 % — особи у віці 18—64 років, 8,7 % — особи у віці 65 років та старші. Медіана віку мешканця становила 32,2 року. На 100 осіб жіночої статі у місті припадало 102,4 чоловіків;  на 100 жінок у віці від 18 років та старших — 102,1 чоловіків також старших 18 років.
Середній дохід на одне домашнє господарство  становив 76 125 доларів США (медіана — 61 051), а середній дохід на одну сім'ю — 83 230 доларів (медіана — 69 153). Медіана доходів становила 52 564 долари для чоловіків та 37 101 долар для жінок. За межею бідності перебувало 9,9 % осіб, у тому числі 11,9 % дітей у віці до 18 років та 6,1 % осіб у віці 65 років та старших.
Цивільне працевлаштоване населення становило 16 453 особи. Основні галузі зайнятості: освіта, охорона здоров'я та соціальна допомога — 16,8 %, будівництво — 12,3 %, роздрібна торгівля — 9,9 %, мистецтво, розваги та відпочинок — 9,2 %.

### Перепис 2000
За даними перепису 2000 року в місті налічувалося 20 905 осіб, 6718 сімей, і 5058 сімей, що проживають в місті. Середня густота населення становила 1,224.1 особа на квадратну милю.
Расовий склад міста становив 76,91% білих, 0,99% негрів, 1,47% корінних американців, 1,10% азіатів, 0,04% жителів тихоокеанських островів, 16,29% інших рас, і 3,20% від двох або більше рас. Іспанці або латиноамериканці будь-якої раси становили 38,22% населення.
Середній дохід на домашнє господарство в місті склав $ 46779, а середній дохід на сім'ю становить $ 53286. Чоловіки мали середній дохід від $ 35686 проти $ 27103 для жінок. Дохід на душу населення в місті склав $ 17927.

## Економіка
У місті розташовані два заводи компанії Vestas з виробництва вітрогенераторів. Два заводи оцінюються в 290 млн доларів, і там працюють 1350 людей.

## Міста-побратими
- Зембіце